# Andrei Ursu (istoric)
Andrei Ursu este un istoric român, fiul dizidentului Gheorghe Ursu. În octombrie 2021 a fost numit director științific al Institutul Revoluției Române din Decembrie 1989.
De 35 de ani, Ursu duce o luptă pentru condamnarea celor care l-au ucis pe tatăl său, Gheorghe Ursu, dizident și arhitect, care s-a opus ordinului lui Ceaușescu de a opri reconsolidarea clădirilor afectate de Cutremurul din 1977 (România).
A fost distins cu Premiul Noii Reviste de Drepturile Omului (2017) și Premiul GDS (2000).

## Cărți
- Trăgători și mistificatori. Contrarevoluția Securității în decembrie 1989, Editura Polirom, Iași, 2019
- Căderea unui dictator. Război hibrid și dezinformare în Dosarul Revoluției din 1989, Editura Polirom, Iași, 2022

Pe lângă cele două cărți, a publicat seria „Cosmetizarea «patriotică» a unui criminal” (contributors.ro, 2017) și studiile „Cine a tras în noi după 22. Studiu asupra vinovățiilor pentru victimele Revoluției Române din decembrie 1989” (în colab., Noua Revistă de Drepturile Omului, 2018) și „«Discernământul politic și juridic» al Securității. Deghizările represiunii în timpul regimului Ceaușescu” (Noua Revistă de Drepturile Omului, 2018). 